# Nemiscau Airport
Nemiscau Airport (franska: Aéroport de Nemiscau) är en flygplats i Kanada.   Den ligger i provinsen Québec, i den östra delen av landet, 700 km norr om huvudstaden Ottawa. Nemiscau Airport ligger 244 meter över havet.
Terrängen runt Nemiscau Airport är platt. Trakten runt Nemiscau Airport är nära nog obefolkad, med mindre än två invånare per kvadratkilometer.. 
Omgivningarna runt Nemiscau Airport är i huvudsak ett öppet busklandskap.